# كريستيان باركر
كريستيان باركر (بالإنجليزية: Christian Parker)‏ هو لاعب كرة قاعدة أمريكي، ولد في 3 يوليو 1975 في ألباكركي في الولايات المتحدة.

## وصلات خارجية
- كريستيان باركر على موقعبيزبول رفرنس.كوم (الدوري الرئيسي) (الإنجليزية)
- كريستيان باركر على موقعبيزبول رفرنس.كوم (الدوري الثانوي) (الإنجليزية)